# 唐人里站
唐人里站（：／ Dangin-ri yeok */?）曾为韩国铁路唐人里线上的一个铁路车站，位于唐人里线的终点，已于1982年废止。

## 历史
- 1929年9月20日：车站启用。
- 1975年8月15日：客运服务终止。
- 1982年6月10日：车站停用。